# Entela Zhula
Entela Zhula, född 14 juli 1989, är en albansk sångerska och jurist som är främst känd för sina deltaganden i Festivali i Këngës på RTSH som hon deltagit i fyra gånger i rad (2010–2013) samt Top Fest som hon deltagit i sedan 2006.

## Karriär
Zhula studerade juridik mellan 2007 och 2011 vid Universiteti i Tiranës (Tiranas universitet). Hon arbetar till vardags vid en advokatbyrå i Tirana. Sedan mars 2013 arbetar hon även för Albaniens centrala valkommitté.

### Musikkarriär
2004 vann Zhula första pris i en musiktävling vid Sfida Show på albansk TV. 2005 debuterade hon i Festivali i Këngës. Tillsammans med Denisa Macaj framförde hon i Festivali i Këngës 44 bidraget "Kur zemra prek një dashuri" för vilken de fick ett särskilt tilldelat ungdomspris. Fyra år senare återvände hon till tävlingen då hon ställde upp med bidraget "Stuhi dhe diell" i Festivali i Këngës 49. Hon lyckades dock inte ta sig vidare till finalen av tävlingen som vanns av Aurela Gaçe. I Festivali i Këngës 50 i december 2011 framförde hon låten "Ndjehëm bosh" men hon tog sig inte vidare till finalen. 2012 ställde Zhula för tredje året i rad upp i tävlingen då hon i Festivali i Këngës 51 framförde låten "Dyert e parajsës" som både skrivits och komponerats av Vullnet Ibraimi. Hon deltog i den andra semifinalen där 9 av 13 bidrag skulle komma att gå till final men efter att juryn röstat gick hon inte vidare till final. I december 2013 kom Zhula återigen att delta i Festivali i Këngës. Zhula kom att framföra bidraget "Vetëm për ty" (bara för dig) tillsammans med Edmond Mancaku. Zhula ersatte Savjana Vjerdha, som ursprungligen skulle ha framfört bidraget tillsammans med Mancaku, som sångare till bidraget efter att hon av okänd anledning hoppat av. I finalen den 28 december fick Mancaku och Zhula 10 poäng vilket räckte till en 14:e plats av 16.
2008 debuterade Zhula i Kënga Magjike 10 med låten "Për ty kam nevojë" men hon vann inget pris i tävlingen. 2013 gjorde hon comeback i Kënga Magjike 15 med låten "Human" som hon själv skrivit med musik av Andi Dhoska.
Entela Zhula har även deltagit i musiktävlingen Top Fest vid ett flertal tillfällen. Hon debuterade i dess tredje upplaga år 2006 och har därefter deltagit i tävlingen varje år sedan dess. 2013 hette hennes dubstep-inspirerade bidrag "Ditar" som hon både skrivit och komponerat själv. 2014 deltog Zhula i Top Fest 11 med låten "Ulkonja" men hon tog sig inte vidare. I september 2014 presenterade hon sitt bidrag "Jeto" i Kënga Magjike 2014. Hon tog sig dock inte till final av tävlingen.
Hon deltog i Festivali i Këngës 54 tillsammans med sin bror Niku Zhula och med låten "Muza". Låten hade hon själv skrivit. De deltog i semifinal 2, 26 december 2015 men tog sig inte vidare till finalen.

## Diskografi

### Festivali i Këngës-bidrag
| År   | Låt                          | Poäng    | Plats    |
| ---- | ---------------------------- | -------- | -------- |
| 2004 | "Kur zemra prek një dashuri" | Finalist | Finalist |
| 2010 | "Stuhi e diell"              | Utslagen | Utslagen |
| 2011 | "Ndjehëm bosh"               | Utslagen | Utslagen |
| 2012 | "Dyert e parajsës"           | Utslagen | Utslagen |
| 2013 | "Vetëm për ty"               | 10       | 14       |
| 2015 | "Muza"                       | Utslagen | Utslagen |

### Kënga Magjike-bidrag
| År   | Låt                 | Poäng     | Plats     |
| ---- | ------------------- | --------- | --------- |
| 2008 | "Për ty kam nevojë" | i.u.      | i.u.      |
| 2013 | "Human"             | 74        | 42        |
| 2014 | "Jeto"              | Ej vidare | Ej vidare |

### Top Fest-bidrag
| År   | Låt                | Resultat  |
| ---- | ------------------ | --------- |
| 2008 | "Mbarim pa fillim" | Ej vidare |
| 2010 | "Jetoj në ty"      | Ej vidare |
| 2011 | "Këtë natë"        | Ej vidare |
| 2012 | "Ninullë dashurie" | Ej vidare |
| 2013 | "Ditar"            | Ej vidare |
| 2014 | "Ulkonja"          | Ej vidare |